# Marin Molliard
Marin Molliard (Châtillon-Coligny, 8 de junho de 1866 - Paris, 24 de julho de 1944) foi um botânico francês.
Em 1888 entra para escola normal superior, onde consegue as suas licenças em matemática (1889), física (1890), e ciências naturais (1891). 
Professor agregado de ciências naturais em 1892, torna-se preparador naquele mesmo estabelecimento. Torna-se chefe de trabalhos na faculdade de ciências de Paris em 1894 e obtêm o seu doutoramento em 1895 com uma tese intitulada Recherches sur les cécidies florales.
Casa em 1893 com avec Marthe Debray, filha de um professor de química da faculdade de ciências de Paris, Henri Debray (1827-1888). Desta união nascerão dois filhos.
Torna-se mestre de conferência em botânica em 1902, professor adjunto em 1910, professor de fisiologia vegetal em 1913 e decano em 1920. Em 1922 é mestre de conferência na Escola Normal de Saint-Cloud. Aposenta-se em 1936 e é nomeado professor honorário em 1937. 
Molliard tornou-se membro da Académie des sciences em 1923 e da Académie de Agriculture em 1937. Foi membro de diversas sociedades como a Société botanique de France, a Société mycologique de France, entre outras. 
Publicou Nutrition de la plante (1923-1927) e La Forme des végétaux et le milieu (1946).

## Fonte
- Christophe Charle et Eva Telkes (1989). Les Professeurs de la Faculté des sciences de Paris. Dictionnaire biographique (1901-1939), Institut national de recherche pédagogique (Paris) et CNRS Éditions, collection Histoire biographique de l’Enseignement : 270 p. ISBN 2-222-04336-0

- Este artigo foi inicialmente traduzido, total ou parcialmente, do artigo da Wikipédia em francês cujo título é «Marin Molliard», especificamente desta versão.